# Lex curiata de imperio
Droit romain et lois romaines
La lex curiata de imperio est une loi annuelle votée par les curies assemblées en comices curiates conférant l’imperium aux magistrats romains supérieurs. Plus tard, la lex curiata de imperio sera appelée Lex Regia.

## Période royale
Sous la Monarchie romaine, elle aurait donné au roi l’imperium et l’auspicium (c'est-à-dire « le droit de solliciter sur le plan religieux l'approbation jupitérienne du choix politique humain par le biais des auspicia maxima d'investiture »).
Cette loi aurait été votée depuis le deuxième roi, bien que ce point est toujours discuté, certains chercheurs contestant la présence de la loi curiate dans les institutions royales. Cicéron, quant à lui, signale que Numa Pompilius fait confirmer son autorité par une nouvelle loi que les trente curies votent, que son successeur Tullus Hostilius fait de même, ainsi que Ancus Marcius, Tarquin l'Ancien et enfin Servius Tullius.

## Période républicaine
Le principal rôle législatif des comices curiates sous la République romaine est de passer cette lex curiata de imperio. Théoriquement, cette loi est nécessaire chaque année à la ratification des élections des consuls et préteurs, leur transmettant l’imperium. À partir du IIIe siècle, ce vote est purement symbolique et formel car la réunion des curies est remplacée par celle des trente licteurs qui les représentent. Si pour Taylor, il s’agit d’une simple cérémonie facultative, cette investiture civile reste maintenue pour que l'élu soit un magistratus iustus,.

## Période impériale
Après la chute de la République, les comices curiates ne votent plus longtemps la lex curiata de imperio. Ce pouvoir est aussi transféré au sénat comme la totalité des pouvoirs judiciaires, législatifs et politiques que cette assemblée détenait.